# Saison 1969-1970 du MC Oran
Maillots
Chronologie
Saison précédente Saison suivante
Cet article traite de la saison 1969-1970 du Mouloudia Club d'Oran. qui été la sixiéme saison en Division Nationale une .
Les matchs se déroulent essentiellement en Championnat d'Algérie 1969-1970.

## Compétitions

### Championnat

#### Rencontres
| Date             | J           | Adversaire      | Lieu | Résultat | Buteurs pour le CRB           | Références |
| MATCHES ALLER    |             |                 |      |          |                               |            |
| 5 octobre 1969   | 1re journée | USM Alger       | Ext. | 3 - 2    | Mehdi 20e Freha 68e           |            |
| 12 octobre 1969  | 2e journée  | CSS Kouba       | Dom. | 1 - 0    | Nehari 29e                    |            |
| 19 octobre 1969  | 3e journée  | NAA Hussein Dey | Ext. | 3 - 0    | /                             |            |
| 26 octobre 1969  | 4e journée  | ES Guelma       | Dom. | 2 - 0    | Freha 51e Mehdi 62e           |            |
| 9 novembre 1969  | 5e journée  | USM Annaba      | Dom. | 1 - 0    | Nehari 33e                    |            |
| 16 novembre 1969 | 6e journée  | USM Bel-Abbès   | Ext. | 2 - 0    | /                             |            |
| 23 novembre 1969 | 7e journée  | ES Sétif        | Dom. | 0 - 1    | /                             |            |
| 7 décembre 1969  | 8e journée  | JS Djidjel      | Ext. | 1 - 0    | /                             |            |
| 14 décembre 1969 | 9e journée  | JS Kabylie      | Dom. | 3 - 1    | Nehari 5e Mehdi 50e Freha 77e |            |
| 28 décembre 1969 | 10e journée | CR Belcourt     | Ext. | 2 - 0    | /                             |            |
| 4 janvier 1970   | 11e journée | MC Alger        | Dom. | 2 - 5    | Freha 74e Kaoua 87e (csc)     |            |
| MATCHS RETOUR    |             |                 |      |          |                               |            |
| 25 janvier 1970  | 12e journée | USM Alger       | Dom. | 1 - 0    | Freha 38e                     |            |
| 1er février 1970 | 13e journée | CSS Kouba       | Ext. | 2 - 2    | Mehdi 19e Freha 75e           |            |
| 8 février 1970   | 14e journée | NAA Hussein Dey | Dom. | 2 - 0    | Mehdi 61e 68e                 |            |
| 15 février 1970  | 15e journée | ES Guelma       | Ext. | 1 - 0    | /                             |            |
| 1er mars 1970    | 16e journée | USM Annaba      | Ext. | 3 - 1    | Freha 89e                     |            |
| 8 mars 1970      | 17e journée | USM Bel-Abbès   | Dom. | 2 - 1    | Nehari 32e Meguenine 53e      |            |
| 15 mars 1970     | 18e journée | ES Sétif        | Ext. | 0 - 0    | /                             |            |
| 12 avril 1970    | 19e journée | JS Djidjel      | Dom. | 1 - 1    | Freha 87e                     |            |
| 19 avril 1970    | 20e journée | JS Kabylie      | Ext. | 2 - 0    | /                             |            |
| 3 mai 1970       | 21e journée | CR Belcourt     | Dom. | 3 - 1    | Freha ?, Meguenine ?, Mehdi ? |            |
| 10 mai 1970      | 22e journée | MC Alger        | Ext. | 2 - 2    | Freha 65e 80e                 |            |

#### Classement final
Le classement est établi sur le barème de points suivant : une victoire vaut 3 points, un match nul 2 points et une défaite 1 point.
| Rang | Équipe          | Pts | J  | G  | N | P  | Bp | Bc | Diff |
| ---- | --------------- | --- | -- | -- | - | -- | -- | -- | ---- |
| 1    | CR Belcourt T C | 56  | 22 | 13 | 8 | 1  | 40 | 17 | +23  |
| 2    | MC Alger        | 52  | 22 | 11 | 8 | 3  | 39 | 24 | +15  |
| 3    | CCS Kouba       | 44  | 22 | 9  | 4 | 9  | 39 | 32 | +7   |
| 4    | ES Guelma       | 44  | 22 | 7  | 8 | 7  | 32 | 42 | -10  |
| 5    | USM Alger P     | 43  | 22 | 7  | 7 | 8  | 34 | 32 | +2   |
| 6    | JS Kabylie P    | 43  | 22 | 7  | 7 | 8  | 28 | 30 | -2   |
| 7    | MC Oran         | 42  | 22 | 8  | 4 | 10 | 25 | 31 | -6   |
| 8    | NAA Hussein Dey | 41  | 22 | 6  | 7 | 9  | 23 | 26 | -3   |
| 9    | USM Bel-Abbès   | 41  | 22 | 7  | 5 | 10 | 20 | 23 | -3   |
| 10   | ES Sétif        | 41  | 22 | 7  | 5 | 10 | 25 | 34 | -9   |
| 11   | JS Djidjelli    | 41  | 22 | 8  | 3 | 11 | 26 | 35 | -9   |
| 12   | USM Annaba      | 40  | 22 | 7  | 4 | 11 | 27 | 31 | -4   |

Résultat
- Champion d'Algérie 1969-1970

Relégation
- Relégation en Nationale II

Abréviations
T : Tenant du titre

C : Vainqueur de la Coupe d'Algérie 1969-1970

P : Promus de Nationale II

### Coupe d'Algérie

#### Rencontres
| Date             | Tour                          | Adversaire    | Stade (ville)  | Résultat | Buteurs pour MCO                        | Références |
| 29 novembre 1969 | Soixante-quatrièmes de finale | SSEP Maghnia  | Aïn Temouchent | 5-1      | Freha 2e 8e, Mehdi 38e 50e Medjahed 53e |            |
| 21 décembre 1969 | Trente-deuxièmes de finale    | SA Mohammadia | Sidi Bel-Abbès | 2-1      | Nehari 14e, Freha 72e                   |            |
| 18 janvier 1970  | Seizièmes de finale           | JS Djidjelli  | Alger          | 2-3      | Freha 79e, Meguenine 88e (sp)           |            |

## Statistiques

### Meilleurs buteurs
| N° | Pos. | Nat. | Nom                 | Division Nationale | Coupe d'Algérie | Total |   |           |  |                  |    |   |    |
| -- | ---- | ---- | ------------------- | ------------------ | --------------- | ----- | - | --------- |  | ---------------- | -- | - | -- |
| N° | Pos. | Nat. | Nom                 | Division Nationale | Coupe d'Algérie | Total | 9 | Attaquant |  | Freha Abdelkader | 11 | 4 | 15 |
|    |      |      | Mehdi               | 7                  | 2               | 9     |   |           |  |                  |    |   |    |
|    |      |      | Nehari              | 4                  | 1               | 5     |   |           |  |                  |    |   |    |
|    |      |      | Meguenine           | 2                  | 1               | 3     |   |           |  |                  |    |   |    |
|    |      |      | Medjahed            | 0                  | 1               | 1     |   |           |  |                  |    |   |    |
|    |      |      | but contre son camp | 1                  | 0               | 1     |   |           |  |                  |    |   |    |
|    |      |      | Total               | 25                 | 9               | 34    |   |           |  |                  |    |   |    |